# Duitse Boerenoorlog
De Duitse Boerenoorlog (Duits: Deutscher Bauernkrieg) was een opstand van boeren en lage edelen die begon in het Zwarte Woud en Baden-Württemberg (destijds gelegen in het Heilige Roomse Rijk) (1524). De opstandelingen verzetten zich tegen het lijfeigenschap en de eisen die aan hen gesteld werden in geld en diensten; deze verplichtingen kwamen van edellieden die vaak ook verarmd waren. In de aanloop naar de Duitse Boerenoorlog waren er verschillende ondergrondse bewegingen ontstaan van boeren die zich onttrokken aan deze opgelegde taken.

## Verloop
Rond 1493 was het in Zuidwest-Duitsland en de toen nog Duitse Elzas (o.a. in Schlettstadt) ook al tot een opstand gekomen, de zgn. Bundschuh-opstand.  In 1525 nam het aantal opstandelingen toe over heel het Rooms-Duitse Rijk. De eerste prediker-opstandelingen waren Thomas Münzer en Nicholas Storch, die als Zwickauers bekend waren. Dit waren predikers uit het Saksische Zwickau. Hun verzetspreken werden overgenomen door rondtrekkende predikers over heel het Rooms-Duitse Rijk, namelijk Balthasar Hubmaier (Waldshut), Johannes Denk (Neurenberg) en Sebastian Franck (Donauwörth). Opportunistische of zich bedreigd voelende lage edelen sloten zich aan zoals Florian Geyer en Götz von Berlichingen.
De opruiende preken leidden al snel tot plunderingen, moord en brandstichtingen. Honderden kastelen en kloosters werden deels of zelfs volledig vernietigd. De boeren beriepen zich met name op de Twaalf artikelen van Memmingen (1525), een eisenpakket dat overeenkomsten vertoont met de eerder in de Bundschuh-opstand geformuleerde 14 artikelen van  Lehen im Breisgau, op de Bijbel en op Maarten Luthers werk Over de vrijheid van een christen. De boeren rekenden op hemelse bijstand, zoals Thomas Müntzer die op grond van Daniël 7 een omslag aankondigde. Na de plundering van de burcht Weinsberg op paaszondag door Jäcklein Rohrbach met 6000 mannen, waarbij de slotheer en zijn dienstlieden gruwelijk werden vermoord, nam Maarten Luther in mei 1525 met Wider die Mordischen und Reubischen Rotten der Bawren afstand van de boeren en koos partij voor de rechten van de vorsten.
Verschillende edelen verzamelden troepen om het oproer neer te slaan. Het ging hoofdzakelijk om Saksische troepen onder leiding van hertog Georg met de Baard en Hessische troepen onder leiding van landgraaf Filips I van Hessen. 8.000 licht bewapende boeren stonden tegenover 6.000 soldaten, infanterij en ruiterij. De boeren panikeerden en werden bijeen gedreven. Toen de vorstelijke legers aanvielen (Slag bij Frankenhausen, 15 mei 1525), boden ze geen weerstand en werden ze uitgemoord. Thomas Müntzer kreeg, na foltering, de doodstraf.

## Definitie
De Duitse Boerenoorlog duurde van 1524 tot 1525. De gebeurtenissen werden door tijdgenoten gezien als een boerenoorlog. Vaak werd de term gebruikt door de opstandelingen zelf.

## Onmiddellijke gevolgen van de Duitse Boerenoorlog
De weinige boeren die konden ontsnappen, trokken nog jaren rond in bendes. Zij waren in de rijksban geslagen en dus vogelvrij. Edelen herbouwden hun vernielde kastelen in burchtvorm. Naar schatting zijn in het Rooms-Duitse Rijk 70.000 doden gevallen tijdens het oproer of 0,5 % van de bevolking.

## Langdurige gevolgen van de Duitse Boerenoorlog
Boeren in het Rooms-Duitse Rijk verloren elk statuut en werden eigendom van de landheer; dit zou duren tot in de 19e eeuw. De vorsten met grote territoria namen de invloed over van kleine landadel, die nog meer verpauperd was dan voorheen door de aangerichte vernielingen. Het volkse karakter van de Reformatie werd omgezet in een strijd van edelen.

## De Duitse Boerenoorlog in wetenschap en literatuur
De Duitse Boerenoorlog werd in de 19e eeuw onderwerp van serieuze studie, met name linkse wetenschappers als Friedrich Engels en Karl Marx schreven er publicaties over. Zij zagen de oorlog als de eerste klassenstrijd in de Duitse geschiedenis. De Duitse historicus Günther Franz (1902-1992) schreef in 1933 een uitvoerige studie over deze episode in de Duitse geschiedenis. Franz zag het conflict, anders dan Marx en Engels, vooral als een strijd voor lokale autonomie. Zijn geschriften bleven, ondanks dat Günther Franz in het Derde Rijk een enthousiast nazi was, (hij werkte o.a. mee aan Ahnenerbe, was SS-er en assistent van Alfred Rosenberg ) tot plm. 1975 de standaardwerken over dit onderwerp. Latere studies gaan, met enig voorbehoud, meer in de richting van de voorheen alleen als "links" beschouwde opvatting, dat de opstand toch een algemene revolte van de "kleine man" was. 
Johann Wolfgang von Goethes vroege toneelstuk Götz von Berlichingen (1773) speelt zich tegen de achtergrond van dit conflict af. De bekende schrijver Gerhart Hauptmann wijdde een toneelstuk aan dit onderwerp: Florian Geyer. Die Tragödie des Bauernkrieges in fünf Akten, mit einem Vorspiel (1896).
Ook diverse andere, buiten Duitsland minder bekende auteurs, wijdden vooral na 1850 boeken en opera's aan dit onderwerp.
Jean-Paul Sartre situeerde zijn toneelstuk Le Diable et le Bon Dieu uit 1951 eveneens tegen de achtergrond van de Duitse Boerenoorlog.